# Form+zweck
form+zweck war die einzige „Fachzeitschrift für industrielle Formgestaltung“ in der DDR. Erstmals herausgegeben 1956 als Musterbuch in der Tradition des Deutschen Werkbundes durch das Kulturministerium der DDR, wechselte die Herausgeberschaft Anfang der 1970er Jahre zum Amt für Industrielle Formgestaltung (AiF) in Ost-Berlin unter Staatssekretär Martin Kelm. Inhaltlich getragen von einem Redaktionskollegium publizierte und reflektierte die Zeitschrift Beiträge zu industrieller Formgestaltung, Forschungs- und Entwurfsprojekten der Formgestaltungs-Hochschulen, design- und architekturtheoretische Arbeiten sowie Beiträge zur Entwicklung des Designs im Ausland.
Die Zeitschrift erschien Ende der 1980er Jahre sechsmal jährlich in einer Auflage von zuletzt 3.000 Exemplaren (500 pro Heft), mehr waren aufgrund begrenzter Druckkapazitäten nicht möglich.
Mit der Auflösung des AiF 1990 wurde form+zweck von Angelika und Jörg Petruschat bis 2008 im form+zweck-Verlag, Berlin weitergeführt.

## Chefredakteure
- Hanna Schönherr (1956–1973)
- Heinz Hirdina (1973–1979)
- Hein Köster (1979–1984) abgesetzt, zuvor Fachredakteur
- Günter Höhne (1984–1989)
- Annette Musiolek (1. September 1989-)

## Redaktionskollegium
Fred Staufenbiel, Clauss Dietel, Bruno Flierl, Dietrich Mühlberg, Gerhart Müller, Horst Oehlke, Günter Reißmann, Wolfgang Schmidt, Manfred Queißer, Joachim Reichow, Jochen Ziska